# 1966 في الولايات المتحدة
فيما يلي قوائم الأحداث التي وقعت خلال عام 1966 في الولايات المتحدة.

## سياسة

### تعيين في المنصب
- 1 يناير – بوب غراهام عضو مجلس نواب فلوريدا.
- 1 يناير – جاي روكفلر عضو مجلس مندوبي فرجينيا الغربية ‏.
- 1 يناير – جون ليندسي عمدة مدينة نيويورك.
- 1 أبريل – والت ويتمان روستو مستشار الأمن القومي الأمريكي.
- 30 يونيو – ريتشارد هيلمز مدير الاستخبارات المركزية.

### انتهاء فترة المنصب
- 31 مارس – والت ويتمان روستو Director of Policy Planning [الإنجليزية]‏.
- 8 نوفمبر – دونالد سام راسيل عضو مجلس الشيوخ الأمريكي.
- 5 ديسمبر – ويليام ألن إيغان حاكم ألاسكا  [لغات أخرى]‏.

## ظهور
- 1 يناير – تسجيلات ساير

## أفلام
من الأفلام التي صدرت هذه السنة في الولايات المتحدة:
- 1 يناير – الجائزة الكبرى من إخراج جون فرانكنهايمر.
- 1 يناير – الروس قادمون من إخراج نورمان جويسون.
- 1 يناير – إل دورادو من إخراج هاورد هوكس.
- 1 يناير – إلى المعلم مع الحب من إخراج جيمس كلافيل.
- 1 يناير – باتمان من إخراج Leslie H. Martinson [الإنجليزية]‏.
- 1 يناير – حصى الرمال من إخراج روبرت وايز.
- 1 يناير – شيء مضحك حدث في الطريق إلى المحكمة من إخراج ريتشارد ليستير.
- 1 يناير – في ظل العمالقة من إخراج Melville Shavelson [الإنجليزية]‏.
- 1 يناير – كعكة الحظ من إخراج بيلي وايلدر.
- 1 يناير – مانوس: أيادي القدر من إخراج هارولد بي وارين.
- 24 أغسطس – رحلة رائعة من إخراج ريتشارد فليشر.
- 22 ديسمبر – دكتور جيفاغو من إخراج ديفيد لين.
- 23 ديسمبر – الطيب والشرس والقبيح من إخراج سرجيو ليون.

## برامج ومسلسلات وأنمي
- فلينستون

## كتب
من الكتب التي صدرت هذه السنة في الولايات المتحدة:
- 1 يناير – بدم بارد من تأليف ترومان كابوتي.
- 1 يناير – وادي الدمى من تأليف جاكلين سوزان.

## مواليد

### يناير
- 1 يناير – إيفان فريدريك
- 1 يناير – بريان سويتس مقدم برامج إذاعية من الولايات المتحدة الأمريكية.
- 1 يناير – كايل سميث
- 1 يناير – كريس ديوولف
- 1 يناير – هارفي سميث
- 2 يناير – إيرفينغ توماس لاعب كرة سلة أمريكي.
- 7 يناير – كارولين بيست كنيدي
- 14 يناير – جيف ساندرز لاعب كرة سلة أمريكي.
- 14 يناير – دان شنايدر منتج تلفزيوني أمريكي.
- 16 يناير – واين تينكل
- 19 يناير – أندي تولسون لاعب كرة سلة أمريكي.
- 19 يناير – أنطوان فوكوا مخرج أفلام أمريكي.
- 20 يناير – كريس موريس لاعب كرة سلة أمريكي.
- 23 يناير – هايود ووركمان لاعب كرة سلة أمريكي.
- 24 يناير – شون دونوفان سياسي من الولايات المتحدة الأمريكية.
- 24 يناير – فينس ديمبو لاعب كرة سلة أمريكي.
- 24 يناير – كيني ثورن لاعب كرة مضرب أمريكي.
- 25 يناير – بروس موراي
- 25 يناير – تشيت كولفير سياسي من الولايات المتحدة الأمريكية.
- 30 يناير – أمي فاضلي

### فبراير
- 1 فبراير – ميتشيل أكرس لاعبة كرة قدم أمريكية.
- 2 فبراير – آدم فيرارا
- 2 فبراير – دي سي دوغلاس
- 2 فبراير – سكوت هافنر لاعب كرة سلة أمريكي.
- 7 فبراير – بيلي جو توليفر لاعب كرة قدم أمريكية من الولايات المتحدة الأمريكية.
- 13 فبراير – نيل ماكدونو
- 19 فبراير – غريغوري د. غادسون
- 20 فبراير – دنيس ميتشل
- 20 فبراير – سيندي كروفورد
- 22 فبراير – راشيل دراتش
- 23 فبراير – مايكل أراتا ممثل أمريكي.
- 24 فبراير – بيلي زين ممثل أمريكي.
- 25 فبراير – أليكسيس دينيسوف
- 25 فبراير – تيا ليوني
- 25 فبراير – سامانثا فيليبس
- 25 فبراير – نانسي اوديل
- 28 فبراير – فنسنت أسكو

### مارس
- 1 مارس – زاك سنايدر
- 4 مارس – كيفن جونسون سياسي أمريكي.
- 11 مارس – غريغ باتلر لاعب كرة سلة أمريكي.
- 12 مارس – غرانت لونغ لاعب كرة سلة أمريكي.
- 14 مارس – غاري وليامز ممثل أمريكي.
- 18 مارس – بيل جونز
- 18 مارس – جيري كانتريل
- 21 مارس – دي جي بريمير
- 22 مارس – إيريك بروسكوتر ممثل أمريكي.
- 22 مارس – براين شو
- 23 مارس – مايكل أندرسون لاعب كرة سلة من الولايات المتحدة الأمريكية.
- 24 مارس – بيني تولير لاعبة كرة سلة أمريكية.
- 26 مارس – مايكل إمبريولي
- 29 مارس – برايان بيكوك ممثل أمريكي.

### أبريل
- 4 أبريل – شيلتون جونز لاعب كرة سلة أمريكي.
- 4 أبريل – نانسي ماكيون ممثلة أمريكية.
- 8 أبريل – روبين رايت ممثلة أمريكية.
- 9 أبريل – بو كيمبل لاعب كرة سلة أمريكي.
- 9 أبريل – سينثيا نيكسون ممثلة أمريكية.
- 11 أبريل – بات كرو لاعب كرة مضرب أمريكي.
- 15 أبريل – أنتوني غرانت
- 16 أبريل – جون دويل
- 19 أبريل – راندولف كيز لاعب كرة سلة أمريكي.
- 20 أبريل – ديفيد فيلو
- 21 أبريل – ريكي بلانتون
- 22 أبريل – تشارلز شاكليفورد لاعب كرة سلة أمريكي.
- 22 أبريل – جيفري دين مورغان
- 28 أبريل – تو شورت

### مايو
- 10 مايو – جايسون بروكس ممثل أمريكي.
- 10 مايو – جينارو هيرنانديز ملاكم مكسيكي.
- 12 مايو – ستيفن بالدوين
- 14 مايو – بو ريتشاردسون لاعب كرة سلة أمريكي.
- 16 مايو – جانيت جاكسون
- 17 مايو – داني مانينغ
- 17 مايو – فرنسيس هاربر
- 20 مايو – جوي جاماتشي ملاكم من الولايات المتحدة الأمريكية.
- 20 مايو – ديريك هاميلتون لاعب كرة سلة أمريكي.
- 21 مايو – مارك كريلي مؤلف من الولايات المتحدة الأمريكية.
- 22 مايو – دونالد رويال لاعب كرة سلة أمريكي.
- 22 مايو – روب لوك لاعب كرة سلة أمريكي.
- 23 مايو – إتش جون بنيامين
- 24 مايو – توني جونز لاعب كرة قدم أمريكي.
- 25 مايو – أندرو فيسيلا ممثل أمريكي.
- 27 مايو – إريك ليكنير لاعب كرة سلة أمريكي.
- 28 مايو – اشلي لورانس ممثلة أمريكية.
- 30 مايو – برايان كينيت لاعب كرة سلة أمريكي.

### يونيو
- 1 يونيو – مارك فيليب
- 3 يونيو – رامون ريفاس لاعب كرة سلة بورتوريكي.
- 7 يونيو – توماس مكارثي
- 8 يونيو – جوليانا مارغوليس ممثلة أمريكية.
- 8 يونيو – دارول ويلسون ملاكم من الولايات المتحدة الأمريكية.
- 14 يونيو – ترايلور هوارد
- 14 يونيو – كاثلين كاين
- 17 يونيو – جايسون باتريك
- 18 يونيو – لوك ينسن لاعب كرة مضرب من الولايات المتحدة.
- 22 يونيو – كاميل بنيامين لاعبة كرة مضرب من الولايات المتحدة الأمريكية.
- 24 يونيو – أدريان شيلي ممثلة أمريكية.
- 24 يونيو – بول كليمنت
- 27 يونيو – جاي جاي أبرامز
- 28 يونيو – أندرو لانغ لاعب كرة سلة أمريكي.
- 28 يونيو – جون كيوزاك
- 30 يونيو – مايك تايسون

### يوليو
- 1 يوليو – باتريك ماكنرو لاعب كرة مضرب من الولايات المتحدة.
- 1 يوليو – ماثيو ديلون
- 4 يوليو – أدريان كالدويل لاعب كرة سلة أمريكي.
- 6 يوليو – براين بوسين
- 7 يوليو – توم جاريك
- 7 يوليو – جيم غافيجان
- 8 يوليو – جيسي جيمس ليجا ملاكم من الولايات المتحدة الأمريكية.
- 9 يوليو – باميلا أدلون
- 11 يوليو – رود ستريكلاند
- 11 يوليو – غريغ غرونبرغ
- 13 يوليو – كارل زيمر
- 14 يوليو – ماثيو فوكس ممثل أمريكي.
- 19 يوليو – نانسي كاريل ممثلة أمريكية.
- 20 يوليو – أليسون هاغود كاتبة طبية من الولايات المتحدة الأمريكية.
- 21 يوليو – داريل ميدلتون
- 23 يوليو – مايكل ويليامز لاعب كرة سلة أمريكي.
- 26 يوليو – تود ميتشل لاعب كرة سلة أمريكي.
- 29 يوليو – مارتينا ماكبرايد
- 31 يوليو – جيم فروست ممثل أمريكي.
- 31 يوليو – دين كاين

### أغسطس
- 1 أغسطس – مايك كيودا
- 3 أغسطس – إريك آش
- 3 أغسطس – جريج راي سائق سباق من الولايات المتحدة الأمريكية.
- 7 أغسطس – جيمي ويلز مؤسس موقع بوميس وموسوعة ويكيبيديا.
- 9 أغسطس – فيني دل نيغرو
- 13 أغسطس – سكوتر باري لاعب كرة سلة أمريكي.
- 14 أغسطس – هالي بيري ممثلة أمريكية.
- 18 أغسطس – هنري تيرنر لاعب كرة سلة أمريكي.
- 19 أغسطس – شلبي كانون لاعب كرة مضرب من الولايات المتحدة.
- 19 أغسطس – ليليان غارسيا
- 20 أغسطس – ديفيد ريس سنيل ممثل أمريكي.
- 20 أغسطس – ريكي جريس
- 20 أغسطس – كولين كونينغهام ممثل أمريكي.
- 28 أغسطس – ريجي جونسون ملاكم من الولايات المتحدة الأمريكية.
- 29 أغسطس – غريغ غرانت لاعب كرة سلة من الولايات المتحدة الأمريكية.

### سبتمبر
- 1 سبتمبر – تيم هارداواي لاعب كرة سلة أمريكي.
- 1 سبتمبر – كين ليفين
- 2 سبتمبر – سلمى حايك ممثلة مكسيكية أمريكية.
- 3 سبتمبر – ايمي ليندساي ممثلة أمريكية.
- 3 سبتمبر – كينارد وينشستر لاعب كرة سلة أمريكي.
- 9 سبتمبر – آدم ساندلر ممثل أمريكي، وكوميدي، وكاتب سيناريو ومنتج.
- 9 سبتمبر – لانس بلانكس لاعب كرة سلة أمريكي.
- 13 سبتمبر – تايلر بيري
- 15 سبتمبر – شيرمان دوغلاس لاعب كرة سلة أمريكي.
- 16 سبتمبر – شون فراي ممثل أمريكي.
- 16 سبتمبر – كيفن يونغ منافِس ألعاب قوى من الولايات المتحدة الأمريكية.
- 17 سبتمبر – بولا جونز صحفية من الولايات المتحدة الأمريكية.
- 19 سبتمبر – إريك رودولف مجرم من الولايات المتحدة الأمريكية.
- 20 سبتمبر – ايمي فرينغتون ممثلة أمريكية.
- 24 سبتمبر – مورلون وايلي لاعب كرة سلة أمريكي.
- 26 سبتمبر – فرانكي اندرو
- 27 سبتمبر – ديبي واسرمان شولتز سياسية من الولايات المتحدة الأمريكية.
- 27 سبتمبر – ستيفاني ويلسون
- 28 سبتمبر – فان داماج
- 28 سبتمبر – ماريا كانالز باريرا
- 29 سبتمبر – هيرسي هوكينز لاعب كرة سلة من الولايات المتحدة الأمريكية.

### أكتوبر
- 2 أكتوبر – ديريك روكر لاعب كرة سلة أمريكي.
- 2 أكتوبر – يوكوزونا
- 5 أكتوبر – شون كارول
- 7 أكتوبر – شيرمان أليكسي
- 7 أكتوبر – ماركو بلترامي ملحن أمريكي.
- 10 أكتوبر – ديريك مكي لاعب كرة سلة أمريكي.
- 17 أكتوبر – داني فيري
- 19 أكتوبر – أدريان غودسون لاعبة كرة سلة أمريكية.
- 19 أكتوبر – جون فافرو
- 19 أكتوبر – دارين كوينان لاعب كرة سلة أمريكي.
- 19 أكتوبر – ميلدريك تايلور ملاكم من الولايات المتحدة الأمريكية.
- 20 أكتوبر – سكوت مونينجير درّاج طريق من الولايات المتحدة الأمريكية.
- 21 أكتوبر – إفريت ستيفنز لاعب كرة سلة أمريكي.
- 26 أكتوبر – جون ويليامز لاعب كرة سلة أمريكي.
- 27 أكتوبر – ماركوس فيرايز ممثل أمريكي.
- 28 أكتوبر – آندي ريختر ممثل أمريكي.
- 28 أكتوبر – كريس باور
- 30 أكتوبر – كوين سنايدر
- 31 أكتوبر – ديفيد باتلر لاعب كرة سلة أمريكي.
- 31 أكتوبر – مايك أومالي ممثل أمريكي.

### نوفمبر
- 2 نوفمبر – ديفيد شويمر
- 6 نوفمبر – بيتر ديلويز
- 8 نوفمبر – برادلي غريغ ممثل ومخرج أمريكي.
- 17 نوفمبر – جيف بوكلي
- 19 نوفمبر – غيل ديفيرز
- 22 نوفمبر – مايكل كينيث ويليامز ممثل أمريكي.
- 24 نوفمبر – ليديل إيكليس لاعب كرة سلة أمريكي.
- 25 نوفمبر – بيلي بيرك
- 25 نوفمبر – كيني باين
- 26 نوفمبر – براين لي
- 26 نوفمبر – جاي بيرغر لاعب كرة مضرب من الولايات المتحدة.
- 26 نوفمبر – سو ويكس
- 27 نوفمبر – دين غاريت لاعب كرة سلة أمريكي.
- 29 نوفمبر – جون برادشو ليفيلد
- 30 نوفمبر – بروس بولدن
- 30 نوفمبر – كينت كينير لاعب كرة مضرب من الولايات المتحدة.

### ديسمبر
- 1 ديسمبر – كاثرين لاناسا
- 1 ديسمبر – كريس ريناود
- 2 ديسمبر – بايرون إيرفين لاعب كرة سلة أمريكي.
- 4 ديسمبر – جيروم لين لاعب كرة سلة أمريكي.
- 4 ديسمبر – فريد آرميسين
- 6 ديسمبر – واين إنغليستاد لاعب كرة سلة أمريكي.
- 7 ديسمبر – سي توماس هاول
- 8 ديسمبر – مات أدلر ممثل أمريكي.
- 9 ديسمبر – توبي هوس
- 9 ديسمبر – كيرستن جيليبراند
- 11 ديسمبر – غاري دوردان ممثل أمريكي.
- 13 ديسمبر – روي ماربل لاعب كرة سلة أمريكي.
- 14 ديسمبر – أنتوني ماسون لاعب كرة سلة أمريكي.
- 16 ديسمبر – كليف روبنسون لاعب كرة سلة أمريكي.
- 17 ديسمبر – كريستوفر راي محامي من الولايات المتحدة الأمريكية.
- 18 ديسمبر – روس برتي ملاكم من الولايات المتحدة الأمريكية.
- 24 ديسمبر – ديدريخ بادر
- 27 ديسمبر – إيفا لا روي ممثلة أمريكية.
- 27 ديسمبر – بيل غولدبيرغ
- 30 ديسمبر – بينيت ميلر

## وفيات

### يناير
- 1 يناير – بيتي أرلين (مواليد 1909) ممثلة أمريكية.
- 1 يناير – كينيث ميلر ادامز (مواليد 1897) فنان أمريكي.
- 14 يناير – بيل كار (مواليد 1909)
- 16 يناير – بوبي بورنس (مواليد 1878)
- 29 يناير – تشارلز أدلر (مواليد 1886) ممثل من الولايات المتحدة الأمريكية.

### فبراير
- 1 فبراير – باستر كيتون (مواليد 1895)
- 1 فبراير – هيدا هوبر (مواليد 1890)
- 8 فبراير – ويليام ل كلايتون (مواليد 1880) رجل أعمال أمريكي.
- 17 فبراير – ألفريد سلون (مواليد 1875) رائد أعمال من الولايات المتحدة الأمريكية.
- 20 فبراير – شيستر نيمتز (مواليد 1885) ضابط من الولايات المتحدة الأمريكية.

### مارس
- 3 مارس – موراي راني (مواليد 1885) مهندس أمريكي.
- 3 مارس – ويليام فراولي (مواليد 1887)
- 24 مارس – فريدريك فولي (مواليد 1891)
- 30 مارس – ماكسفيلد باريش (مواليد 1870)

### أبريل
- 15 أبريل – جوزيف كريهان (مواليد 1883) ممثل من الولايات المتحدة الأمريكية.
- 24 أبريل – لويس أيه جونسون (مواليد 1891) سياسي أمريكي.
- 26 أبريل – توم فلوري (مواليد 1897) لاعب كرة قدم أمريكي.

### يونيو
- 8 يونيو – جوزف ووكر (مواليد 1921) رائد فضاء أمريكي.
- 11 يونيو – جيمي دافيس (مواليد 1929)

### يوليو
- 20 يوليو – إليزابيث أمسدن (مواليد 1881)
- 23 يوليو – مونتغومري كليفت (مواليد 1920) ممثل أمريكي.
- 26 يوليو – هوارد كينزي (مواليد 1899) لاعب كرة مضرب من الولايات المتحدة.
- 31 يوليو – إيزابيل مارتن لويس (مواليد 1881) عالمة فلكة من الولايات المتحدة الأمريكية.

### أغسطس
- 1 أغسطس – تشارلز ويتمان (مواليد 1941)
- 3 أغسطس – ليني بروس (مواليد 1925)
- 22 أغسطس – آل مكوي (مواليد 1894) ملاكم من الولايات المتحدة الأمريكية.
- 23 أغسطس – فرانسيس إكس بوشمان (مواليد 1883)
- 26 أغسطس – آرت بيكر (مواليد 1898)

### سبتمبر
- 6 سبتمبر – مارغريت سانغر (مواليد 1879)
- 12 سبتمبر – فلورنسا ألينوود ألين (مواليد 1884)
- 14 سبتمبر – جيرترود بيرغ (مواليد 1899)

### أكتوبر
- 13 أكتوبر – كليفتون ويب (مواليد 1889)
- 20 أكتوبر – هاري فلود بيرد (مواليد 1887) سياسي أمريكي.

### نوفمبر
- 1 نوفمبر – والدن مارتن (مواليد 1891) درّاج طريق من الولايات المتحدة الأمريكية.
- 10 نوفمبر – إيفلين سيرز (مواليد 1875) لاعبة كرة مضرب من الولايات المتحدة.
- 15 نوفمبر – وليام هايد (مواليد 1903) ممثل من الولايات المتحدة الأمريكية.

### ديسمبر
- 15 ديسمبر – والت ديزني (مواليد 1901) رجل أعمال ومنتج ومخرج وسينارست وأخصائي رسوم متحركة أمريكي.
- 20 ديسمبر – لويد سبونر (مواليد 1884) لاعب رماية من الولايات المتحدة الأمريكية.
- 22 ديسمبر – لوسي بيرنز (مواليد 1879) معلمة من الولايات المتحدة الأمريكية.
- 27 ديسمبر – فرانكي خينارو (مواليد 1901) ملاكم من الولايات المتحدة الأمريكية.
- 27 ديسمبر – هربرت لويس هاردويك (مواليد 1914) ملاكم من الولايات المتحدة الأمريكية.
- 28 ديسمبر – كارل أوسبورن (مواليد 1884)